# 地獄少女 澪縁
『地獄少女 澪縁』（じごくしょうじょ みおよすが）は、コンパイルハートから2009年9月17日に発売されたPlayStation 2用ソフト。
テレビアニメ『地獄少女』を原作とするアドベンチャーゲーム。

## 概要
本作品はテレビアニメ第3期『地獄少女 三鼎』をもとにしている。オープニングムービーはテレビアニメ版に修正を加えたものを使用しており、ロゴも『三鼎』と同じであるが、タイトルは『地獄少女 三鼎 澪縁』ではない。『三鼎』前半の設定同様、『地獄少女』全般の主人公である閻魔あいは肉体を失っており、あいに憑依された『三鼎』の主人公・御景ゆずきが本ゲームの当面の主人公として扱われている。
『地獄少女』のゲーム作品としては以前にも、同じくコンパイルハートから『地獄少女 朱蘰』が発売されているが、ゲームプロデューサーの吉澤一彰によれば、『朱蘰』には諸般の事情で盛り込めなかった要素があり、これが『澪縁』制作に繋がったという。また、『朱蘰』では事件の解決に「地獄通信」を使用するか否かが最大の焦点であったが、人間は誰かを怨むだけでなく、誰かから怨まれる可能性をも誰もが持っているということも、『地獄少女』のテーマとして、今回の『澪縁』に取り入れられた大きな要素の1つとなっている。

## ストーリー
主人公・御景ゆずきは、旧友の神林明日香の招きで山奥にある媛馬村（ひめうまむら）を訪れた。地元の少年少女と親しくなり、楽しいひと時を過ごすゆずきだったが、やがて村で連続殺人事件が発生する。
事件の背後には、村の神社で祀られる地獄少女の存在が関与しているらしい。だが媛馬村の地獄少女は、ゆずきの知る人物とは異なり、六道るいと呼ばれていた。

## システム
基本的には、文章を読み進み選択肢によってシナリオが分岐する、オーソドックスなアドベンチャーゲームである。

### マルチビューシナリオシステム
ゲーム開始時に主人公となるキャラクターを選択し、その人物の視点でシナリオが進行する。当初は御景ゆずき1人だけだが、条件を満たすことで新たなキャラクターが追加され、最終的には5人から選べるようになる。
このシステムにより、同じ事件を異なった側面から知ることができる。また、それぞれの主人公の行動によって違った結末を迎えることもある。

### 特殊システム
各主人公のシナリオには異なったシステムが搭載されており、それぞれを特徴づけている。
地獄妄言システム
ゆずきに憑依している閻魔あいが、時おり彼女にだけ聞こえるように話しかけてくることがある。あいの言葉には何らかのヒントが隠されているかもしれない。
地獄通信システム
原作さながらに、「地獄通信」のWebサイトにアクセスして恨みを持つ相手の名前を書き込む。誰の名を書くか、受け取った藁人形の糸を解くか否かでその後の展開が変わる。
地獄証拠システム
シナリオ中に得たアイテムを相手に突きつけることで情報を引き出す。正しいアイテムを選択できなければ失敗となる。
地獄覘きシステム
一目連の能力で、遠く離れた場所の出来事をうかがい知る。

## 登場人物

### 原作の登場人物
御景 ゆずき（みかげ ゆずき）
声 - 佐藤聡美
おっとりした中学3年生の女子。その身に閻魔あいを宿している。神林明日香とはかつての同級生であり、彼女の手紙にあった「地獄少女」の言葉が気になって媛馬村を訪れた。
閻魔 あい（えんま あい）
声 - 能登麻美子
地獄少女。本作品では実体を失っているため、ゆずきの体に憑依しつつ、「地獄通信」に名前を書かれたものを地獄流しにしている。
骨女（ほねおんな）
声 - 本田貴子
一目連（いちもくれん）
声 - 松風雅也
輪入道（わにゅうどう）
声 - 菅生隆之
山童（やまわろ）
声 - 椎名へきる
きくり
声 - 酒井香奈子
閻魔あいと行動をともにする妖怪たち。地獄流しにしようとした相手が、媛馬村の件に限って先に殺害されてしまうため、不審に思って調べに来た。

### ゲームオリジナルの登場人物
神林 明日香（かんばやし あすか）
声 - 藤森ゆき奈
ゆずきの元・同級生。見た目はおとなしいが、幼いころに両親を亡くしているため独立心が強い。表向きの人当たりはいい反面、心の底ではあまり他人を信用できずにいたが、ゆずきには不思議な親近感を覚えていた。
草尾 春人（くさお はると）
声 - 古河徹人
媛馬村の村長の息子。学業にも運動にも長け、しかも偉ぶったところがないため、人気者である。しかし厳しい態度を取る父親に対してコンプレックスを抱えている。
篠崎 歩弓（しのさき あゆみ）
声 - 小林眞紀
媛馬神社の宮司の娘で、ふだんから巫女服を着用している。明るく聡明で行動的だが、恋愛に関しては奥手であり、春人への想いを口に出せずにいる。
松方 智彦（まつかた ともひこ）
声 - 沢口友哉
村の豪家の息子。陰険で高慢なため周囲に疎まれている。歩弓のことが好きで、春人を一方的にライバル視している。だが初めから現在のような性格だったわけではなく、かつては熱い一面もあった。
笠間 御咲（かさま みさき）
声 - 朝樹りさ
松方家のメイド。孤児だったのを拾われた経緯があり、そのことをかさに着た主人にはひどい扱いを受けている。その一方で、智彦に対しては非常に強い忠誠心を抱いている。
吉備津 嵩泰（きびつ たかやす）
声 - 前田剛
私立探偵。捜査能力はあるのだが、空気を読めないことが災いして一向にうだつがあがらないでいる。
六道 るい（りくどう るい）
もうひとりの地獄少女。媛馬村の守護神とされ、神社で祀られている。連続殺人事件に何らかのかかわりがあるらしい。

## おまけモード
本編の進行状況に応じて追加されるミニシナリオ集。全5話。タイトル画面は『To Heart』に酷似しており、その名も「To Hell〜地獄少女物語〜」である。
ゲームソフトのパッケージ裏には「閻魔あいと恋愛を楽しめる？」とあるが、実態はドタバタ喜劇に近い。
このモード独自の主人公として、媛馬村在住の少年が登場する。そのほかの人物は本編と一部配役が変わっており、明日香が主人公の妹（だが同級生）、御咲は彼のメイドになっている。また、骨女や一目連は原作アニメ同様に人間名で教師を務めている。

## スタッフ
- シナリオ - 吉澤一彰、秋山豊、横山一希
- オリジナルキャラクター原案 - 加藤杏奈

## 主題歌
「月華-tsukihana-」
作詞・歌 - 北出菜奈 / 作曲 - Velvet romica / 編曲 - 根岸孝旨